# براونزویل (مینه‌سوتا)
براونزویل، مینه‌سوتا (به انگلیسی: Brownsville, Minnesota) یک شهر در ایالات متحده آمریکا است که در مینه‌سوتا واقع شده‌است.

## خصوصیات
براونزویل ۵٫۰۲ کیلومترمربع مساحت و ۴۶۶ نفر جمعیت دارد و ۲۱۵ متر بالاتر از سطح دریا واقع شده‌است.